# 札幌市立北光小学校
札幌市立北光小学校（さっぽろしりつ ほっこうしょうがっこう）は、北海道札幌市東区にある公立小学校。1924年開校。

## 沿革
1924年、札幌市立北光尋常小学校として設立。当時の札幌市立北九条尋常高等小学校（現：札幌市立北九条小学校）から児童852人、札幌市立東北尋常高等小学校（後の札幌市立東北小学校）から児童179人を迎えて開校する。1929年には高等科が設置され、北九条尋常高等小学校の高等科から121人が転入する。なお高等科は1930年に廃止された。
1941年に札幌市北光国民小学校、1947年に札幌市立北光小学校へ改称。
1951年7月の札幌市立美香保小学校設立に伴い、北光小学校から児童315人が移動。1955年、通学区域の変更を受けて美香保小学校へ105人、東北小学校へ248人が移籍。2校からそれぞれ十数人の転入もあった。1956年2月に北九条小学校の校舎が焼失すると、札幌市立幌北小学校と共に校舎の一部を貸し出した。1957年度中に、札幌医科大学による単純ヘルペスウイルスに対する補体結合抗体の年齢および居住環境との分布型の関係の研究に協力。児童57人に採血が行われた。
1966年度NHK全国学校音楽コンクールで最優秀賞を受賞。
1999年度には新聞を教材として授業に用いるNIE実践指定校、2012年度と2013年度には幼稚園・学校での読書活動推進事業でモデル校に指定された。